# Tubo solar

Tragaluces tubulares

Un tubo solar, túnel solar, tubo de luz, conducto de luz  o lumiducto es un conducto tubular que permite transportar la luz desde una zona iluminada o fuente de iluminación a una zona oscura que se quiere iluminar (por ejemplo, el interior de un edificio).
Los tubos de luz suelen utilizarse para mejorar la iluminación en áreas con gran demanda de intensidad y calidad de iluminación (por ejemplo, en salas, escaleras, lugares de trabajo y en las escuelas de los niños). Su principal ventaja es la capacidad de minimizar el uso de la iluminación artificial de los locales durante el día.

## Tragaluces vs. tubos de luz
Un tragaluz se refiere a una abertura encima en el techo que permite pasar la luz del día, mientras que los tubos de luz (a menudo llamados erróneamente claraboyas) constan de:
- un área de recolección;
- un medio de transmisión;
- una zona de difusión.

Los tubos de luz funcionan según el principio de la reflexión de la luz en un espejo o una superficie lisa, que hacen llegar al interior. La luz es natural, suave, proporciona una visión del espacio en colores verdaderos, sin cambios de color debido a las lámparas.

## Materiales y construcción
Los tubos o guías de luz se fabrican en varias configuraciones, por ejemplo, de sección cuadrada o de sección circular.
El interior del tubo puede ser o bien un material reflectante de aluminio (como un espejo), con una reflectancia de aproximadamente un 96%, o una capa de recubrimiento superficial. En la parte inferior se instala un difusor (o difusores) de vidrio doble, con propiedades de aislamiento térmico, que dispersa la luz en el área a iluminar (de hasta 25 m²).
Se suele colocar una cúpula transparente en el exterior (en una pared lateral o en el techo), que puede tener una pérdida de hasta un 30% de intensidad respecto a una superficie plana. La forma de la cúpula es normalmente semiesférica, de manera que en cada momento del día la luz caiga en un plano perpendicular a la bóveda. Las cúpulas están hechas de un material acrílico resistente a la radiación ultravioleta.

## Galería

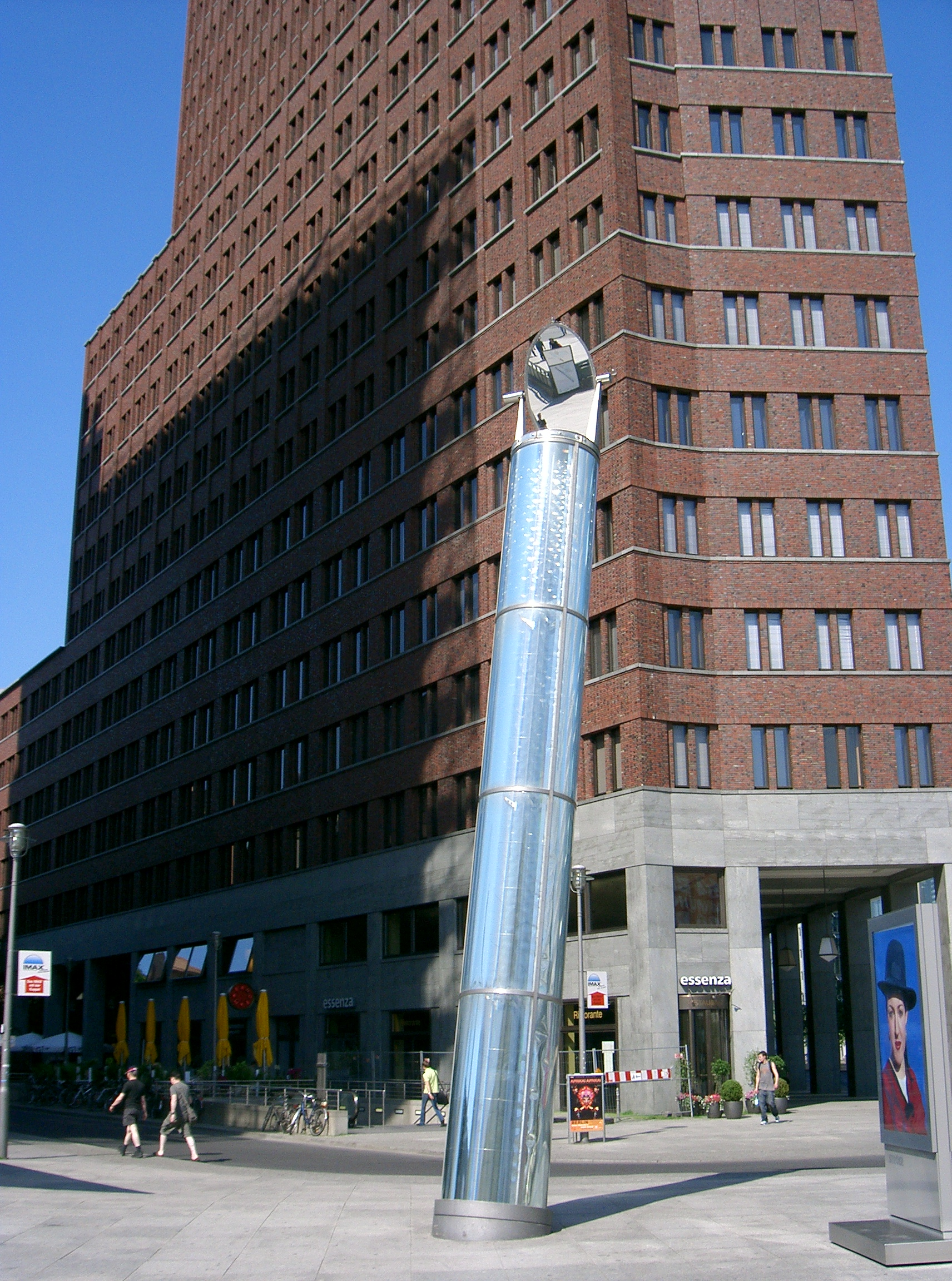
Tubos de luz ubicados en la estación Potsdamer Platz (Berlín).
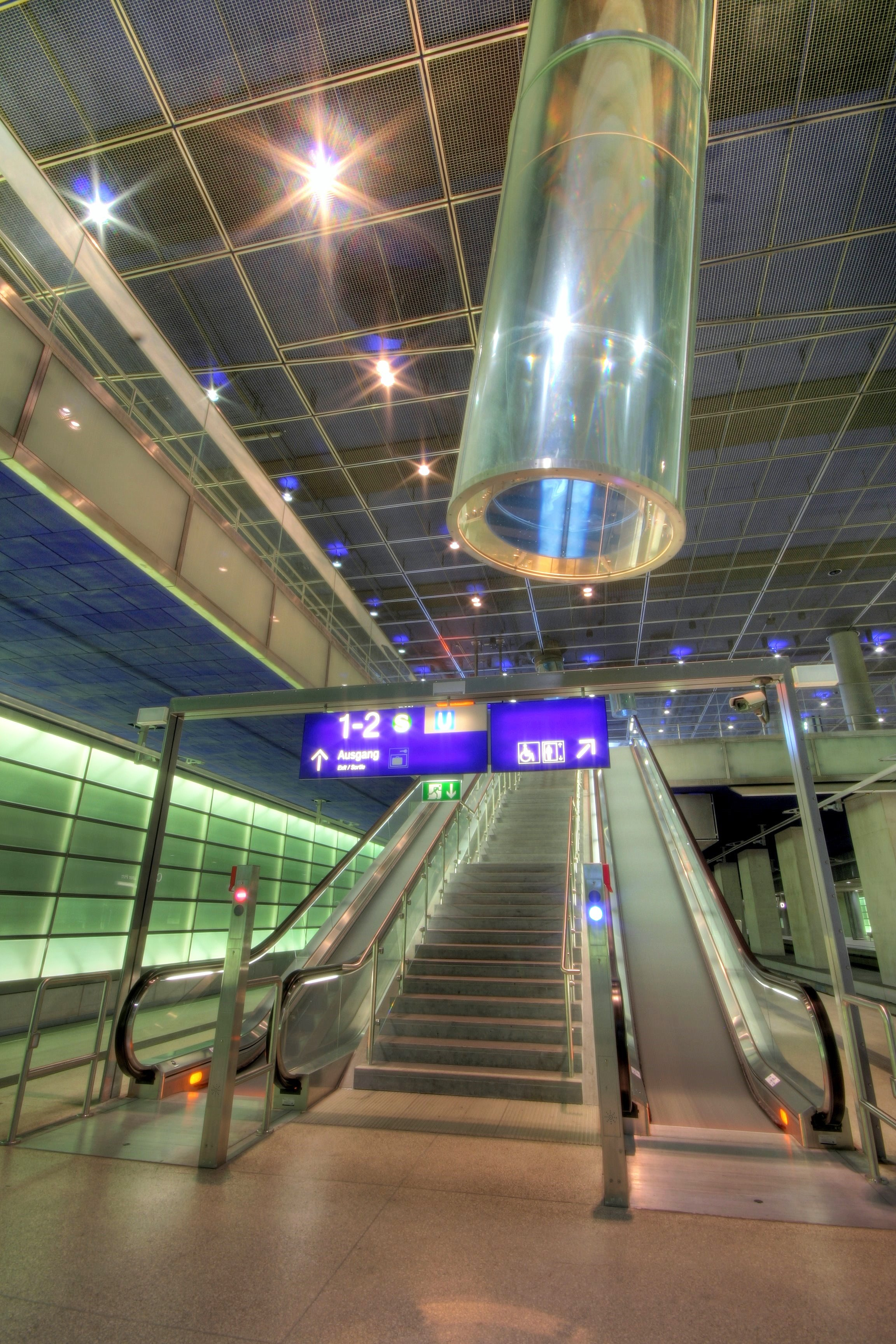
Vista desde el interior.